# Lampropsar
Lampropsar is een geslacht van zangvogels uit de familie troepialen (Icteridae).

## Soorten
Het geslacht kent de volgende soort:
- Lampropsar tanagrinus – Pluchekoptroepiaal